# Carlo Alberto Cappa
Carlo Alberto Cappa (Alessandria, 1834 – New York, 6 gennaio 1893) è stato un direttore di banda e compositore italiano naturalizzato statunitense.
Nel 1858 emigrò negli Stati Uniti, dove dal 1881 al 1893 diresse la Banda del Settimo Reggimento.

## Biografia
Carlo Alberto Cappa nacque nel 1834 a Alessandria, allora parte del regno di Sardegna. Suo padre era un maggiore dell'esercito sardo e quando suo figlio aveva solo quattro anni, morì per effetto delle ferite ricevute durante la ritirata da Mosca. Carlo fu educato alla Accademia Reale di Asti e ancor giovanissimo divenne primo trombone nella banda del Sesto Lancieri nel suo paese natale.
Cappa emigrò in America nel 1858, divenne un membro della Banda di Ned Kendall, e poi della New York Band di Shelton, di cui  Claudio Grafulla era il direttore. Quando quest'ultimo nel 1860 divenne il direttore della Banda del Settimo Reggimento, Cappa si unì anch'egli con lui a quella banda. Vi rimarrà per oltre 30 anni, come musicista e quindi succedendo a Grafulla come direttore dal 1881 fino alla sua morte nel 1893.
Cappa fu per sette anni primo trombonista dell'orchestra di Theodore Thomas, suonò il bombardino per tre anni con
l'Orchestra Mapleson e per cinque anni con l'Orchestra Filarmonica a New York e Brooklyn. Fu anche il direttore della banda a bordo della fregata US Congress.
Come leader della Banda del Settimo Reggimento Band godè di ampia popolarità offrendo concerti nelle maggiori città degli Stati Uniti e del Canada. Si ricordano in particolare i concerti annuali della Banda al Central Park di New York.
In America ricevette numerosi riconoscimenti e onorificenze per l'attività svolta e in Italia fu nominato cavaliere dal re d'Italia.
Cappa aveva un vasto repertorio di composizioni dai principali autori, alle quali anche propri originali brani musicali, tra i quali si ricordano in particolare la Battle of Gettysburg e il First Voyage of Christopher Columbus to the New World.
Cappa morì a New York nel 1893, ed è sepolto al Cimitero Evergreens di Brooklyn.